# Divize C 1987/1988
V soubojích 22. ročníku České divize C 1987/88 se utkalo 16 týmů dvoukolovým systémem podzim–jaro. Tento ročník začal v srpnu 1987 a skončil v červnu 1988.

## Nové týmy v sezoně 1987/88
Z 2. ligy – sk. A 1986/87 sestoupila do Divize C mužstva TJ Motorlet Praha a TJ Agro Turnov. Z krajských přeborů ročníku 1986/87 postoupilo vítězné mužstvo TJ Tesla Pardubice z Východočeského krajského přeboru a TJ Uhelné sklady Praha z Pražského přeboru. Také sem bylo přeřazeno mužstvo TJ Montáže Praha z Divize B.

## Výsledná tabulka
| Poř. | Tým                          | Z  | V  | R  | P  | VG | OG | B  |
| ---- | ---------------------------- | -- | -- | -- | -- | -- | -- | -- |
| 1.   | TJ Uhelné sklady Praha       | 30 | 17 | 5  | 8  | 52 | 43 | 39 |
| 2.   | TJ Tesla Pardubice           | 30 | 16 | 4  | 10 | 58 | 52 | 36 |
| 3.   | TJ Tatra Smíchov             | 30 | 15 | 3  | 12 | 45 | 38 | 33 |
| 4.   | TJ Admira Praha 8            | 30 | 14 | 4  | 12 | 38 | 42 | 32 |
| 5.   | TJ Slavoj Vyšehrad           | 30 | 12 | 7  | 11 | 58 | 51 | 31 |
| 6.   | TJ Kompresory ČKD Praha      | 30 | 12 | 6  | 12 | 51 | 44 | 30 |
| 7.   | TJ Náchod                    | 30 | 10 | 10 | 10 | 54 | 53 | 30 |
| 8.   | TJ Motorlet Praha            | 30 | 13 | 4  | 13 | 38 | 38 | 30 |
| 9.   | TJ Spartak Choceň            | 30 | 11 | 7  | 12 | 49 | 40 | 29 |
| 10.  | SK Sparta Kutná Hora         | 30 | 12 | 5  | 13 | 46 | 48 | 29 |
| 11.  | TJ Jiskra Holice             | 30 | 10 | 8  | 12 | 31 | 31 | 28 |
| 12.  | TJ Montáže Praha             | 30 | 9  | 10 | 11 | 34 | 41 | 28 |
| 13.  | TJ Transporta Chrudim        | 30 | 11 | 6  | 13 | 37 | 53 | 28 |
| 14.  | TJ Slovan Elitex Liberec "B" | 30 | 11 | 5  | 14 | 39 | 38 | 27 |
| 15.  | TJ Agro Turnov               | 30 | 9  | 8  | 13 | 44 | 46 | 26 |
| 16.  | TJ Lokomotiva Trutnov        | 30 | 9  | 6  | 15 | 36 | 52 | 24 |

Poznámky:
- Z = Odehrané zápasy; V = Vítězství; R = Remízy; P = Prohry; VG = Vstřelené góly; OG = Obdržené góly; B = Body

|  | Postup do 3. ligy – sk. A 1988/89                |
|  | Sestup do příslušného oblastního přeboru 1988/89 |